# Deuxième circonscription du Gers
La Deuxième circonscription du Gers est l'une des deux circonscriptions législatives françaises que compte le département du Gers (32) situé en région Occitanie.

## Description géographique et démographique

### De 1958 à 1986
La Deuxième circonscription du Gers était composée de :
- canton de Cazaubon
- canton de Cologne
- canton de Condom
- canton d'Eauze
- canton de Fleurance
- canton de Gimont
- canton de L'Isle-Jourdain
- canton de Lectoure
- canton de Mauvezin
- canton de Miradoux
- canton de Montréal-du-Gers
- canton de Nogaro
- canton de Saint-Clar
- canton de Valence-sur-Baïse

(source : Journal Officiel du 13-14 Octobre 1958.

### Depuis 1988
La Deuxième circonscription du Gers est délimitée par le découpage électoral de la loi no 86-1197 du 24 novembre 1986
, elle regroupe les divisions administratives suivantes :
- Canton de Cazaubon,
- Canton de Cologne,
- Canton de Condom,
- Canton d'Eauze,
- Canton de Fleurance,
- Canton de Gimont,
- Canton de l'Isle-Jourdain,
- Canton de Jegun,
- Canton de Lectoure,
- Canton de Mauvezin,
- Canton de Miradoux,
- Canton de Montréal,
- Canton de Saint-Clar,
- Canton de Valence-sur-Baïse,
- Canton de Vic-Fezensac.

D'après le recensement général de la population en 1999, réalisé par l'Institut national de la statistique et des études économiques, la population totale de cette circonscription est estimée à 82 077 habitants,.

## Historique des députations
| Législature | Début de mandat | Fin de mandat  | Député                 | Parti politique | Observations |
| ----------- | --------------- | -------------- | ---------------------- | --------------- | --- |
| VIIIe       | 2 avril 1986    | 14 mai 1988    | Aymeri de Montesquiou  | UDF-RAD         | Proportionnelle par département, pas de député par circonscription. Mandat écourté à la suite d'une dissolution parlementaire décidée par François Mitterrand. |
| IXe         | 23 juin 1988    | 1er avril 1993 | Jean-Pierre Joseph     | PS              | |
| Xe          | 2 avril 1993    | 21 avril 1997  | Aymeri de Montesquiou, | UDF-RAD,        | Mandat écourté à la suite d'une dissolution parlementaire décidée par Jacques Chirac.                                                                          |
| XIe         | 12 juin 1997    | 18 juin 2002   | Yvon Montané           | PS              | |
| XIIe        | 19 juin 2002    | 19 juin 2007   | Gérard Dubrac,         | UMP,            | |
| XIIIe       | 20 juin 2007    | 19 juin 2012   | Gisèle Biémouret       | PS              | |
| XIVe        | 20 juin 2012    | 20 juin 2017   | Gisèle Biémouret       | PS              | |
| XVe         | 21 juin 2017    | 21 juin 2022   | Gisèle Biémouret       | PS              | |
| XVIe        | 22 juin 2022    | 9 juin 2024    | David Taupiac          | PS              | Mandat écourté à la suite d'une dissolution parlementaire décidée par Emmanuel Macron.                                                                         |
| XVIIe       | 8 juillet 2024  | En cours       | David Taupiac          | PS              | |

## Historique des élections

### Élections de 1958
| Candidat       | Candidat                  | Parti          | Premier tour | Premier tour | Second tour | Second tour |  |
| Candidat       | Candidat                  | Parti          | Voix         | %            | Voix        | %           |  |
| -------------- | ------------------------- | -------------- | ------------ | ------------ | ----------- | ----------- |  |
|                | Alexandre Baurens         | SFIO           | 9 798        | 26,06        | 17 361      | 44,29       |  |
|                | Pierre de Montesquiou élu | CR             | 9 397        | 25,00        | 21 841      | 55,71       |  |
|                | Eugène Tandonnet          | Radsoc         | 8 105        | 21,56        | Retrait     | Retrait     |  |
|                | Joseph Lamothe            | PCF            | 5 226        | 13,90        | Retrait     | Retrait     |  |
|                | Marcel Debets             | Divers droite  | 3 517        | 9,36         | Retrait     | Retrait     |  |
|                | Robert Larrieu            | UFF            | 1 551        | 4,13         |             |             |  |
|                |                           |                |              |              |             |             |  |
| Inscrits       | Inscrits                  | Inscrits       | 55 314       | 100,00       | 55 300      | 100,00      |  |
| Abstentions    | Abstentions               | Abstentions    | 16 809       | 30,39        | 14 908      | 26,96       |  |
| Votants        | Votants                   | Votants        | 38 505       | 69,61        | 40 392      | 73,04       |  |
| Blancs et nuls | Blancs et nuls            | Blancs et nuls | 911          | 2,37         | 1 190       | 2,95        |  |
| Exprimés       | Exprimés                  | Exprimés       | 37 594       | 97,63        | 39 202      | 97,05       |  |

Le suppléant de Pierre de Montesquiou était Henry Lamor, propriétaire-viticulteur à Nogaro, maire de Cravencères.

### Élections de 1962
| Candidat       | Candidat                            | Parti          | Premier tour | Premier tour | Second tour | Second tour |  |
| Candidat       | Candidat                            | Parti          | Voix         | %            | Voix        | %           |  |
| -------------- | ----------------------------------- | -------------- | ------------ | ------------ | ----------- | ----------- |  |
|                | Pierre de Montesquiou sortant réélu | CR             | 13 659       | 40,35        | 21 967      | 59,24       |  |
|                | Yves Coustau                        | SFIO           | 5 965        | 17,62        | 15 115      | 40,76       |  |
|                | Augustin Pujol                      | PCF            | 5 498        | 16,24        | Retrait     | Retrait     |  |
|                | Bernard Loew                        | UNR-UDT        | 4 083        | 12,06        | Retrait     | Retrait     |  |
|                | Eugène Tandonnet                    | Radcent        | 3 889        | 11,49        | Retrait     | Retrait     |  |
|                | Robert Larrieu                      | UFF            | 760          | 2,24         |             |             |  |
|                |                                     |                |              |              |             |             |  |
| Inscrits       | Inscrits                            | Inscrits       | 54 696       | 100,00       | 54 678      | 100,00      |  |
| Abstentions    | Abstentions                         | Abstentions    | 19 909       | 36,4         | 16 447      | 30,08       |  |
| Votants        | Votants                             | Votants        | 34 787       | 63,6         | 38 231      | 69,92       |  |
| Blancs et nuls | Blancs et nuls                      | Blancs et nuls | 933          | 2,68         | 1 149       | 3,01        |  |
| Exprimés       | Exprimés                            | Exprimés       | 33 854       | 97,32        | 37 082      | 96,99       |  |

Le suppléant de Pierre de Montesquiou était Henry Lamor, propriétaire-viticulteur à Nogaro.

### Élections de 1967
| Candidat       | Candidat                            | Parti          | Premier tour | Premier tour | Second tour | Second tour |  |
| Candidat       | Candidat                            | Parti          | Voix         | %            | Voix        | %           |  |
| -------------- | ----------------------------------- | -------------- | ------------ | ------------ | ----------- | ----------- |  |
|                | Pierre de Montesquiou sortant réélu | CR (PDM)       | 20 235       | 47,46        | 24 458      | 55,84       |  |
|                | Abel Abeillé                        | FGDS (SFIO)    | 9 940        | 23,31        | 19 346      | 44,16       |  |
|                | Hubert Sentex                       | PCF            | 5 264        | 12,35        |             |             |  |
|                | Alexandre Baurens                   | PSU            | 4 567        | 10,71        |             |             |  |
|                | Armand Vigneu                       | RI             | 2 634        | 6,18         |             |             |  |
|                |                                     |                |              |              |             |             |  |
| Inscrits       | Inscrits                            | Inscrits       | 54 857       | 100,00       | 54 850      | 100,00      |  |
| Abstentions    | Abstentions                         | Abstentions    | 11 377       | 20,74        | 10 304      | 18,79       |  |
| Votants        | Votants                             | Votants        | 43 480       | 79,26        | 44 546      | 81,21       |  |
| Blancs et nuls | Blancs et nuls                      | Blancs et nuls | 840          | 1,93         | 742         | 1,67        |  |
| Exprimés       | Exprimés                            | Exprimés       | 42 640       | 98,07        | 43 804      | 98,33       |  |

Le suppléant de Pierre de Montesquiou était Eugène Tandonnet, avoué, conseiller général du canton de Condom, conseiller municipal de Condom.

### Élections de 1968
|                | Pierre de Montesquiou sortant réélu | CR (PDM)       | 22 095 | 53,16  |  |  |  |
|                | André Cellard                       | FGDS (Radical) | 8 318  | 20,01  |  |  |  |
|                | Joseph Lamothe                      | PCF            | 6 438  | 15,49  |  |  |  |
|                | Alexandre Baurens                   | PSU            | 4 712  | 11,34  |  |  |  |
|                |                                     |                |        |        |  |  |  |
| Inscrits       | Inscrits                            | Inscrits       | 54 157 | 100,00 |  |  |  |
| Abstentions    | Abstentions                         | Abstentions    | 11 790 | 21,77  |  |  |  |
| Votants        | Votants                             | Votants        | 42 367 | 78,23  |  |  |  |
| Blancs et nuls | Blancs et nuls                      | Blancs et nuls | 804    | 1,9    |  |  |  |
| Exprimés       | Exprimés                            | Exprimés       | 41 563 | 98,1   |  |  |  |

Le suppléant de Pierre de Montesquiou était Jean Faget, Rad.ind., docteur vétérinaire, conseiller général du canton d'Eauze, Premier adjoint au maire d'Eauze.

### Élections de 1973
| Candidat       | Candidat                            | Parti          | Premier tour | Premier tour | Second tour | Second tour |  |
| Candidat       | Candidat                            | Parti          | Voix         | %            | Voix        | %           |  |
| -------------- | ----------------------------------- | -------------- | ------------ | ------------ | ----------- | ----------- |  |
|                | Pierre de Montesquiou sortant réélu | CDP (URP)      | 21 423       | 48,71        | 23 996      | 52,55       |  |
|                | André Cellard                       | PS (UGSD)      | 12 066       | 27,44        | 21 666      | 47,45       |  |
|                | Augustin Pujol                      | PCF            | 7 302        | 16,6         | Retrait     | Retrait     |  |
|                | Marc Duffau-Lacoste                 | Rad (MR)       | 1 355        | 3,08         |             |             |  |
|                | Marcel Marchadier                   | Divers droite  | 979          | 2,23         |             |             |  |
|                | Giselle Guirette                    | Divers         | 855          | 1,94         |             |             |  |
|                |                                     |                |              |              |             |             |  |
| Inscrits       | Inscrits                            | Inscrits       | 56 237       | 100,00       | 56 224      | 100,00      |  |
| Abstentions    | Abstentions                         | Abstentions    | 10 931       | 19,44        | 9 768       | 17,37       |  |
| Votants        | Votants                             | Votants        | 45 306       | 80,56        | 46 456      | 82,63       |  |
| Blancs et nuls | Blancs et nuls                      | Blancs et nuls | 1 326        | 2,93         | 794         | 1,71        |  |
| Exprimés       | Exprimés                            | Exprimés       | 43 980       | 97,07        | 45 662      | 98,29       |  |

Le suppléant de Pierre de Montesquiou était Jean Faget. Jean Faget remplaça Pierre de Montesquiou après son décès, du 16 octobre 1976 au 2 avril 1978.

### Élections de 1978
| Candidat       | Candidat              | Parti          | Premier tour | Premier tour | Second tour | Second tour |  |
| Candidat       | Candidat              | Parti          | Voix         | %            | Voix        | %           |  |
| -------------- | --------------------- | -------------- | ------------ | ------------ | ----------- | ----------- |  |
|                | Maurice Mességué      | Divers droite  | 17 104       | 33,07        | 26 189      | 49,08       |  |
|                | André Cellard élu     | PS             | 14 147       | 27,35        | 27 176      | 50,92       |  |
|                | Aymeri de Montesquiou | UDF (Rad)      | 9 766        | 18,88        | Retrait     | Retrait     |  |
|                | Gérard Lacaze         | PCF            | 7 900        | 15,27        | Retrait     | Retrait     |  |
|                | Michel Ghirardi       | PSU (FA)       | 1 864        | 3,6          |             |             |  |
|                | Guy Mouney            | LO             | 706          | 1,37         |             |             |  |
|                | Daniel Desbarrats     | Extrême gauche | 233          | 0,45         |             |             |  |
|                |                       |                |              |              |             |             |  |
| Inscrits       | Inscrits              | Inscrits       | 62 529       | 100,00       | 62 505      | 100,00      |  |
| Abstentions    | Abstentions           | Abstentions    | 9 753        | 15,6         | 7 877       | 12,6        |  |
| Votants        | Votants               | Votants        | 52 776       | 84,4         | 54 628      | 87,4        |  |
| Blancs et nuls | Blancs et nuls        | Blancs et nuls | 1 056        | 2            | 1 263       | 2,31        |  |
| Exprimés       | Exprimés              | Exprimés       | 51 720       | 98           | 53 365      | 97,69       |  |

La suppléante d'André Cellard était Lydie Dupuy, de Nogaro.
L'élection est annulée par le conseil constitutionnel en raison de la distribution tardive d'un tract visant Mességué.

### Élections partiellesde 1978
L'élection se limite à un duel entre Mességué et Cellard.

### Élections de 1981
|                | André Cellard sortant réélu | PS             | 23 102 | 50,68  |  |  |  |
|                | Jean Faget                  | RPR (UNM)      | 15 459 | 33,91  |  |  |  |
|                | Gérard Lacaze               | PCF            | 4 798  | 10,53  |  |  |  |
|                | Michel Ghirardi             | PSU            | 2 224  | 4,88   |  |  |  |
|                |                             |                |        |        |  |  |  |
| Inscrits       | Inscrits                    | Inscrits       | 63 942 | 100,00 |  |  |  |
| Abstentions    | Abstentions                 | Abstentions    | 17 517 | 27,4   |  |  |  |
| Votants        | Votants                     | Votants        | 46 425 | 72,6   |  |  |  |
| Blancs et nuls | Blancs et nuls              | Blancs et nuls | 842    | 1,81   |  |  |  |
| Exprimés       | Exprimés                    | Exprimés       | 45 583 | 98,19  |  |  |  |

La suppléante d'André Cellard était Lydie Dupuy. Lydie Dupuy remplaça André Cellard, nommé membre du gouvernement, du 25 juillet 1981 au 1er avril 1986.

### Élections de 1988
| Candidat       | Candidat                      | Parti           | Premier tour | Premier tour | Second tour | Second tour |  |
| Candidat       | Candidat                      | Parti           | Voix         | %            | Voix        | %           |  |
| -------------- | ----------------------------- | --------------- | ------------ | ------------ | ----------- | ----------- |  |
|                | Jean-Pierre Joseph élu        | PS              | 22 925       | 48,38        | 27 601      | 54,46       |  |
|                | Aymeri de Montesquiou sortant | UDF (Rad) (URC) | 19 328       | 40,79        | 23 078      | 45,54       |  |
|                | Gérard Lacaze                 | PCF             | 2 825        | 5,96         |             |             |  |
|                | Roger Ribon                   | FN              | 2 308        | 4,87         |             |             |  |
|                |                               |                 |              |              |             |             |  |
| Inscrits       | Inscrits                      | Inscrits        | 66 087       | 100,00       | 66 178      | 100,00      |  |
| Abstentions    | Abstentions                   | Abstentions     | 17 891       | 27,07        | 14 511      | 21,93       |  |
| Votants        | Votants                       | Votants         | 48 196       | 72,93        | 51 667      | 78,07       |  |
| Blancs et nuls | Blancs et nuls                | Blancs et nuls  | 810          | 1,68         | 988         | 1,91        |  |
| Exprimés       | Exprimés                      | Exprimés        | 47 386       | 98,32        | 50 679      | 98,09       |  |

Le suppléant de Jean-Pierre Joseph était Pierre Bret, directeur de la cave coopérative de Condom.

### Élections de 1993
| Candidat       | Candidat                   | Parti          | Premier tour | Premier tour | Second tour | Second tour |  |
| Candidat       | Candidat                   | Parti          | Voix         | %            | Voix        | %           |  |
| -------------- | -------------------------- | -------------- | ------------ | ------------ | ----------- | ----------- |  |
|                | Aymeri de Montesquiou élu  | UDF (Rad)      | 20 790       | 46,02        | 27 977      | 61,54       |  |
|                | Jean-Pierre Joseph sortant | PS (ADFP)      | 11 588       | 25,65        | 17 487      | 38,46       |  |
|                | Nadine Berthomé            | FN             | 3 611        | 7,99         |             |             |  |
|                | Paul Capéran               | PCF            | 3 533        | 7,82         |             |             |  |
|                | Danielle Arrieu            | Les Verts (EÉ) | 2 940        | 6,51         |             |             |  |
|                | Pierre Hugon               | Divers droite  | 1 760        | 3,9          |             |             |  |
|                | Josiane Miquel             | LT-LNÉ         | 610          | 1,35         |             |             |  |
|                | Christine Cohen            | PLN            | 344          | 0,76         |             |             |  |
|                |                            |                |              |              |             |             |  |
| Inscrits       | Inscrits                   | Inscrits       | 66 030       | 100,00       | 66 027      | 100,00      |  |
| Abstentions    | Abstentions                | Abstentions    | 17 619       | 26,68        | 16 618      | 25,17       |  |
| Votants        | Votants                    | Votants        | 48 411       | 73,32        | 49 409      | 74,83       |  |
| Blancs et nuls | Blancs et nuls             | Blancs et nuls | 3 235        | 6,68         | 3 945       | 7,98        |  |
| Exprimés       | Exprimés                   | Exprimés       | 45 176       | 93,32        | 45 464      | 92,02       |  |

Le suppléant d'Aymeri de Montesquiou était Gérard Bézerra, chef d'entreprise à Montréal.

### Élections de 1997
| Candidat       | Candidat                      | Parti          | Premier tour | Premier tour | Second tour | Second tour |  |
| Candidat       | Candidat                      | Parti          | Voix         | %            | Voix        | %           |  |
| -------------- | ----------------------------- | -------------- | ------------ | ------------ | ----------- | ----------- |  |
|                | Aymeri de Montesquiou sortant | UDF (AD)       | 16 239       | 36,93        | 23 662      | 49,71       |  |
|                | Yvon Montané élu              | PS             | 14 168       | 32,22        | 23 942      | 50,29       |  |
|                | Georges Maitre                | FN             | 3 989        | 9,07         |             |             |  |
|                | Paul Capéran                  | PCF            | 3 746        | 8,52         |             |             |  |
|                | Philippe Arnaud               | LDI (MPF)      | 1 970        | 4,48         |             |             |  |
|                | Bérengère Chambon             | Les Verts      | 1 745        | 3,97         |             |             |  |
|                | Jean-Claude Le Maire          | US4J           | 827          | 1,88         |             |             |  |
|                | Jean Saint-Avit               | AREV           | 742          | 1,69         |             |             |  |
|                | Sylvie Colas                  | GÉ             | 450          | 1,02         |             |             |  |
|                | Gérard Viault                 | PLN            | 95           | 0,22         |             |             |  |
|                |                               |                |              |              |             |             |  |
| Inscrits       | Inscrits                      | Inscrits       | 64 354       | 100,00       | 64 347      | 100,00      |  |
| Abstentions    | Abstentions                   | Abstentions    | 17 500       | 27,19        | 13 763      | 21,39       |  |
| Votants        | Votants                       | Votants        | 46 854       | 72,81        | 50 584      | 78,61       |  |
| Blancs et nuls | Blancs et nuls                | Blancs et nuls | 2 883        | 6,15         | 2 980       | 5,89        |  |
| Exprimés       | Exprimés                      | Exprimés       | 43 971       | 93,85        | 47 604      | 94,11       |  |

La suppléante d'Yvon Montané était Gisèle Biémouret, conseillère municipale du Mas-d'Auvignon.

### Élections de 2002
| Candidat       | Candidat               | Parti                      | Premier tour | Premier tour | Second tour | Second tour |  |
| Candidat       | Candidat               | Parti                      | Voix         | %            | Voix        | %           |  |
| -------------- | ---------------------- | -------------------------- | ------------ | ------------ | ----------- | ----------- |  |
|                | Yvon Montané sortant   | PS                         | 14 399       | 31,65        | 20 913      | 47,84       |  |
|                | Gérard Dubrac élu      | UMP                        | 11 711       | 25,74        | 22 802      | 52,16       |  |
|                | Gérard Bézerra         | Divers droite (Maj. prés.) | 7 955        | 17,49        |             |             |  |
|                | Marie-Thérèse Bergé    | FN                         | 3 652        | 8,03         |             |             |  |
|                | Paul Capéran           | PCF                        | 2 049        | 4,5          |             |             |  |
|                | Christian Touhé-Rumeau | CPNT                       | 1 448        | 3,18         |             |             |  |
|                | Michel Camberbet       | Extrême droite             | 1 082        | 2,38         |             |             |  |
|                | Marie-Andrée Allard    | LCR                        | 699          | 1,54         |             |             |  |
|                | Jean-Paul Laban        | MPF                        | 558          | 1,23         |             |             |  |
|                | Nicole Jullian         | Extrême gauche             | 418          | 0,92         |             |             |  |
|                | Joëlle Mellier         | Pôle républicain           | 389          | 0,86         |             |             |  |
|                | Marie-Michèle Viau     | LO                         | 369          | 0,81         |             |             |  |
|                | Annick Ballarin        | GÉ                         | 334          | 0,73         |             |             |  |
|                | Alain Braconnier       | Les Verts                  | 256          | 0,56         |             |             |  |
|                | Élisabeth Barrère      | MNR                        | 170          | 0,37         |             |             |  |
|                |                        |                            |              |              |             |             |  |
| Inscrits       | Inscrits               | Inscrits                   | 65 434       | 100,00       | 65 426      | 100,00      |  |
| Abstentions    | Abstentions            | Abstentions                | 18 598       | 28,42        | 19 491      | 29,79       |  |
| Votants        | Votants                | Votants                    | 46 836       | 71,58        | 45 935      | 70,21       |  |
| Blancs et nuls | Blancs et nuls         | Blancs et nuls             | 1 347        | 2,88         | 2 220       | 4,83        |  |
| Exprimés       | Exprimés               | Exprimés                   | 45 489       | 97,12        | 43 715      | 95,17       |  |

La suppléante de Gérard Dubrac était Christiane Pieters, chef d'entreprise, de Castéron.

### Élections de 2007
| Candidat       | Candidat               | Parti             | Premier tour | Premier tour | Second tour | Second tour |  |
| Candidat       | Candidat               | Parti             | Voix         | %            | Voix        | %           |  |
| -------------- | ---------------------- | ----------------- | ------------ | ------------ | ----------- | ----------- |  |
|                | Gérard Dubrac sortant  | UMP               | 17 276       | 38           | 22 688      | 49,41       |  |
|                | Gisèle Biémouret élue  | PS                | 11 818       | 25,99        | 23 228      | 50,59       |  |
|                | Raymond Vall           | PRG               | 4 172        | 9,18         |             |             |  |
|                | Victoire Crispel       | UDF–MoDem         | 3 485        | 7,67         |             |             |  |
|                | Jean de Préaudet       | FN                | 1 462        | 3,22         |             |             |  |
|                | Maryse Dellac          | PCF               | 1 383        | 3,04         |             |             |  |
|                | Christian Touhé-Rumeau | CPNT              | 1 142        | 2,51         |             |             |  |
|                | Alain Cheymol          | Les Verts         | 1 105        | 2,43         |             |             |  |
|                | Pierre Dulong          | CNIP              | 1 042        | 0,70         |             |             |  |
|                | Janine Lasserre        | LCR               | 939          | 2,07         |             |             |  |
|                | Daniel Bègue           | MPF               | 529          | 1,16         |             |             |  |
|                | Nicole Jullian         | SÉGA              | 334          | 0,73         |             |             |  |
|                | Véronique Guin         | Divers            | 321          | 0,71         |             |             |  |
|                | Marie-Michèle Viau     | LO                | 263          | 0,58         |             |             |  |
|                | Blandine Terrain       | Régionaliste (PO) | 193          | 0,42         |             |             |  |
|                |                        |                   |              |              |             |             |  |
| Inscrits       | Inscrits               | Inscrits          | 68 540       | 100,00       | 68 527      | 100,00      |  |
| Abstentions    | Abstentions            | Abstentions       | 21 988       | 32,08        | 20 825      | 30,39       |  |
| Votants        | Votants                | Votants           | 46 552       | 67,92        | 47 702      | 69,61       |  |
| Blancs et nuls | Blancs et nuls         | Blancs et nuls    | 1 088        | 2,34         | 1 786       | 3,74        |  |
| Exprimés       | Exprimés               | Exprimés          | 45 464       | 97,66        | 45 916      | 96,26       |  |

Le suppléant de Gisèle Biémouret était Georges Courtès, professeur d'histoire, maire de Larroque-Engalin, conseiller général du canton de Lectoure.

### Élections de 2012
| Candidat       | Candidat                         | Parti          | Premier tour | Premier tour | Second tour | Second tour |  |
| Candidat       | Candidat                         | Parti          | Voix         | %            | Voix        | %           |  |
| -------------- | -------------------------------- | -------------- | ------------ | ------------ | ----------- | ----------- |  |
|                | Gisèle Biémouret sortante réélue | PS             | 19 026       | 42,57        | 24 937      | 59,38       |  |
|                | Gérard Dubrac                    | UMP            | 9 311        | 20,83        | 17 060      | 40,62       |  |
|                | Michel Gabas                     | PRV            | 5 824        | 13,03        |             |             |  |
|                | Thierry Umber                    | RBM (FN)       | 4 713        | 10,55        |             |             |  |
|                | Bruno Gabriel                    | FG (PCF) (PG)  | 2 545        | 5,69         |             |             |  |
|                | Françoise Dubos                  | EÉLV           | 1 606        | 3,59         |             |             |  |
|                | France Joubert                   | CpF (MoDem)    | 645          | 1,44         |             |             |  |
|                | Bruno Dienot                     | DLR            | 531          | 1,19         |             |             |  |
|                | Gaël Schultz                     | NPA (GA, ALT)  | 313          | 0,70         |             |             |  |
|                | Anne Bourguignon                 | LO             | 180          | 0,40         |             |             |  |
|                |                                  |                |              |              |             |             |  |
| Inscrits       | Inscrits                         | Inscrits       | 70 161       | 100,00       | 70 130      | 100,00      |  |
| Abstentions    | Abstentions                      | Abstentions    | 24 542       | 34,98        | 26 181      | 37,33       |  |
| Votants        | Votants                          | Votants        | 45 619       | 65,02        | 43 949      | 62,67       |  |
| Blancs et nuls | Blancs et nuls                   | Blancs et nuls | 925          | 2,03         | 1 952       | 4,44        |  |
| Exprimés       | Exprimés                         | Exprimés       | 44 694       | 97,97        | 41 997      | 95,56       |  |

Le suppléant de Gisèle Biémouret était Philippe Dupouy, employé au Crédit agricole, maire de Touget, conseiller général du canton de Cologne.

### Élections de 2017
|                                                                      |                                                                                          |                           |                           |                          |                          |
|                                                                      |                                                                                          | Premier tour 11 juin 2017 | Premier tour 11 juin 2017 | Second tour 18 juin 2017 | Second tour 18 juin 2017 |
|                                                                      |                                                                                          |                           |                           |                          |                          |
|                                                                      |                                                                                          | Nombre                    | % des inscrits            | Nombre                   | % des inscrits           |
| Inscrits                                                             | Inscrits                                                                                 | 71 495                    | 100,00                    | 71 502                   | 100,00                   |
| Abstentions                                                          | Abstentions                                                                              | 30 936                    | 43,27                     | 35 579                   | 49,76                    |
| Votants                                                              | Votants                                                                                  | 40 559                    | 56,73                     | 35 923                   | 50,24                    |
|                                                                      |                                                                                          |                           | % des votants             |                          | % des votants            |
| Bulletins blancs                                                     | Bulletins blancs                                                                         | 836                       | 2,06                      | 3 269                    | 9,10                     |
| Bulletins nuls                                                       | Bulletins nuls                                                                           | 378                       | 0,93                      | 1 682                    | 4,68                     |
| Suffrages exprimés                                                   | Suffrages exprimés                                                                       | 39 345                    | 97,01                     | 30 972                   | 86,22                    |
|                                                                      |                                                                                          |                           |                           |                          |                          |
| Candidat Étiquette politique (partis et alliances)                   | Candidat Étiquette politique (partis et alliances)                                       | Voix                      | % des exprimés            | Voix                     | % des exprimés           |
|                                                                      |                                                                                          |                           |                           |                          |                          |
|                                                                      | Christopher Soccio La République en marche                                               | 9 584                     | 24,36                     | 15 001                   | 48,43                    |
|                                                                      | Gisèle Biémouret (députée sortante) Parti socialiste (Parti radical de gauche)           | 7 057                     | 17,94                     | 15 971                   | 51,57                    |
|                                                                      | Thomas Guasch Front national                                                             | 4 759                     | 12,10                     |                          |                          |
|                                                                      | Michel Gabas Divers droite (Union pour le Gers)                                          | 4 620                     | 11,74                     |                          |                          |
|                                                                      | Barbara Neto Les Républicains (Union des démocrates et indépendants)                     | 3 998                     | 10,16                     |                          |                          |
|                                                                      | Myriam Rimbert La France insoumise                                                       | 3 830                     | 9,73                      |                          |                          |
|                                                                      | Jean-Luc Davezac Divers gauche                                                           | 2 050                     | 5,21                      |                          |                          |
|                                                                      | Jean-Paul Dugoujon Europe Écologie Les Verts                                             | 1 139                     | 2,89                      |                          |                          |
|                                                                      | Bruno Gabriel Parti communiste français                                                  | 980                       | 2,49                      |                          |                          |
|                                                                      | Bruno Diénot Debout la France                                                            | 260                       | 0,66                      |                          |                          |
|                                                                      | Michèle Martin Lutte ouvrière                                                            | 234                       | 0,59                      |                          |                          |
|                                                                      | Suzanne Vivant Divers (Union populaire républicaine)                                     | 221                       | 0,56                      |                          |                          |
|                                                                      | Cédric Davant Écologiste (Mouvement 100 %)                                               | 217                       | 0,55                      |                          |                          |
|                                                                      | Franck Walter Divers gauche (Union des démocrates et des écologistes - Parti écologiste) | 209                       | 0,53                      |                          |                          |
|                                                                      | Jérémy Collot Divers (Parti pirate)                                                      | 105                       | 0,27                      |                          |                          |
|                                                                      | Jacqueline Deneuve Divers droite (Résistons)                                             | 82                        | 0,21                      |                          |                          |
| Source : Ministère de l'Intérieur - Deuxième circonscription du Gers |                                                                                          |                           |                           |                          |                          |

Le suppléant de Gisèle Biémouret était Philippe Dupouy.

### Élections de 2022
| Résultats des élections législatives des 12 et 19 juin 2022 de la 2e circonscription du Gers |                          |                          |                          |              |              |             |             |
| Candidat                                                                                     | Candidat                 | Parti et coalition       | Nuance                   | Premier tour | Premier tour | Second tour | Second tour |
| Candidat                                                                                     | Candidat                 | Parti et coalition       | Nuance                   | Voix         | %            | Voix        | %           |
|                                                                                              | David Taupiac,           | PS diss.                 | DVG                      | 9 815        | 24,15        | 22 203      | 62,98       |
|                                                                                              | Maëva Bourcier           | LREM (ENS)               | ENS                      | 7 888        | 19,41        | 13 052      | 37,02       |
|                                                                                              | Françoise Dubos,         | LFI (NUPES)              | NUP                      | 7 122        | 17,52        |             |             |
|                                                                                              | Alice Cendré             | RN                       | RN                       | 6 976        | 17,16        |             |             |
|                                                                                              | Michel Gabas             | LR (UDC)                 | LR                       | 4 873        | 11,99        |             |             |
|                                                                                              | Éric Monteil             | REC                      | REC                      | 1 830        | 4,50         |             |             |
|                                                                                              | Sylvie Agier             | LP                       | DSV                      | 588          | 1,45         |             |             |
|                                                                                              | Merima Huseinbasic       | PA                       | ECO                      | 419          | 1,03         |             |             |
|                                                                                              | Franck Geiger            | SE                       | DIV                      | 353          | 0,87         |             |             |
|                                                                                              | Angélique Goudenne       | POID                     | DXG                      | 257          | 0,63         |             |             |
|                                                                                              | Christopher Soccio       | EA                       | DIV                      | 232          | 0,57         |             |             |
|                                                                                              | Michèle Martin           | Lutte ouvrière           | DXG                      | 160          | 0,39         |             |             |
|                                                                                              | Frédéric Fourcade Dutin  | BO                       | REG                      | 130          | 0,32         |             |             |
|                                                                                              | Samira Touati            | SE                       | DVG                      | 0            | 0,00         |             |             |
| Votes valides                                                                                | Votes valides            | Votes valides            | Votes valides            | 40 643       | 97,45        | 35 255      | 90.71       |
| Votes blancs                                                                                 | Votes blancs             | Votes blancs             | Votes blancs             | 732          | 1,76         | 2380        | 6.12        |
| Votes nuls                                                                                   | Votes nuls               | Votes nuls               | Votes nuls               | 332          | 0,80         | 1230        | 3.16        |
| Total                                                                                        | Total                    | Total                    | Total                    | 41 707       | 100          | 38 865      | 100         |
| Abstention                                                                                   | Abstention               | Abstention               | Abstention               | 32 140       | 43,52        | 34 983      | 47.37       |
| Inscrits / participation                                                                     | Inscrits / participation | Inscrits / participation | Inscrits / participation | 73 847       | 56,48        | 73 848      | 52.63       |

La suppléante de David Taupiac était Carole Rolando, conseillère municipale d'Eauze.

### Élections de 2024
| Résultats des élections législatives des 30 juin et 7 juillet 2024 de la 2e circonscription du Gers |                          |                          |                          |              |              |             |             |
| Candidat                                                                                            | Candidat                 | Parti et coalition       | Nuance                   | Premier tour | Premier tour | Second tour | Second tour |
| Candidat                                                                                            | Candidat                 | Parti et coalition       | Nuance                   | Voix         | %            | Voix        | %           |
| | David Taupiac            | Parti socialiste diss.   | DVG                      | 24 185       | 45,80        | 30 912      | 59,37       |
| | Alice Cendré             | Rassemblement national   | RN                       | 18 739       | 35,49        | 21 154      | 40,63       |
| | Barbara Neto             | Les Républicains         | LR                       | 7 416        | 14,04        |             |             |
| | Jean-Luc Davezac         | Bastir Occitanie         | REG                      | 1 293        | 2,45         |             |             |
| | Martine Arnaudy          | Reconquête               | REC                      | 679          | 1,29         |             |             |
| | Michèle Martin           | Lutte ouvrière           | DXG                      | 481          | 0,91         |             |             |
| | Abla Lazorat             | Sans étiquette           | REG                      | 13           | 0,02         |             |             |
| Votes valides                                                                                       | Votes valides            | Votes valides            | Votes valides            | 52 806       | 97,21        |             |             |
| Votes blancs                                                                                        | Votes blancs             | Votes blancs             | Votes blancs             | 1 082        | 1,99         |             |             |
| Votes nuls                                                                                          | Votes nuls               | Votes nuls               | Votes nuls               | 436          | 0,80         |             |             |
| Total                                                                                               | Total                    | Total                    | Total                    | 54 324       | 100          |             | 100         |
| Abstention                                                                                          | Abstention               | Abstention               | Abstention               | 19 322       | 26,24        |             |             |
| Inscrits / participation                                                                            | Inscrits / participation | Inscrits / participation | Inscrits / participation | 73 646       | 73,76        |             |             |

La suppléante de David Taupiac est Carole Rolando.

#### Département du Gers
- La fiche de l'INSEE de cette circonscription : « Tableaux et Analyses de la Deuxième circonscription du Gers », sur insee.fr, site de l'Institut national de la statistique et des études économiques (consulté le 10 juin 2007) [PDF]

- « Tous les députés du département du Gers depuis 1789 », sur assemblee-nationale.fr, site de l'Assemblée nationale française (consulté le 10 juin 2007)

- « Informations contentieuses sur le département du Gers (Élections législatives de 2002) »(Archive.org • Wikiwix • Archive.is • Google • Que faire ?), sur conseil-constitutionnel.fr, site du Conseil constitutionnel (consulté le 13 juin 2007)

#### Circonscriptions en France
- « Carte des circonscriptions législatives en France », sur assemblee-nationale.fr, site de l'Assemblée nationale française (consulté le 10 juin 2007)

- « Résultats électoraux officiels en France »(Archive.org • Wikiwix • Archive.is • Google • Que faire ?), sur interieur.gouv.fr, site du ministère de l'Intérieur (France) (consulté le 13 juin 2007)

- Description et Atlas des circonscriptions électorales de France sur http://www.atlaspol.com, Atlaspol, site de cartographie géopolitique, consulté le 13 juin 2007.